# فرناندو آزودو و سیلوا
فرناندو آزودو و سیلوا (انگلیسی: Fernando Azevedo e Silva؛ زادهٔ ۴ فوریهٔ ۱۹۵۴) سیاست‌مدار اهل برزیل است.